# ティエリ・ビネロン
ティエリ・ヴィニェロン（Thierry Vigneron、1960年3月9日 - ）は、フランスの陸上競技選手。1984年ロサンゼルスオリンピック 棒高跳の銅メダリストである。ヴィニェロンは、1980年に5m75の記録を出し、初めての世界新記録を樹立したのを皮切りに、合計4回の世界記録を樹立した。パリ郊外ジュヌヴィリエ出身。

## 実績
| 年   | 大会                         | 場所                                 | 種目   | 結果 | 記録 |
| ---- | ---------------------------- | ------------------------------------ | ------ | ---- | ---- |
| 1982 | ヨーロッパ陸上競技選手権大会 | アテネ（ギリシャ）                   | 棒高跳 | 6位  | 5m50 |
| 1983 | ユニバーシアード             | エドモントン（カナダ）               | 棒高跳 | 2位  | 5m60 |
| 1983 | 世界陸上競技選手権大会       | ヘルシンキ（フィンランド）           | 棒高跳 | 8位  | 5m40 |
| 1984 | オリンピック                 | ロサンゼルス（アメリカ合衆国）       | 棒高跳 | 3位  | 5m60 |
| 1985 | 世界室内陸上競技選手権大会   | パリ（フランス）                     | 棒高跳 | 2位  | 5m70 |
| 1987 | 世界陸上競技選手権大会       | ローマ（イタリア）                   | 棒高跳 | 2位  | 5m80 |
| 1987 | 世界室内陸上競技選手権大会   | インディアナポリス（アメリカ合衆国） | 棒高跳 | 3位  | 5m80 |

## 自己ベスト
- 棒高跳　5m91　(1984年)